# 트렌턴 타이탄스
| 트렌턴 타이탄스 트렌턴 데블스 | |
| 콘퍼런스                      | 북부 콘퍼런스 (1999년~2003년) 동부 콘퍼런스 (2003년~2004년) (2010년~2013년) 아메리칸 콘퍼런스 (2004년~2010년)                                               |
| 디비전                        | 노스이스트 디비전 (1999년~2003년) 노스 디비전 (2003년~2004년) (2006년~2009년) 이스트 디비전 (2004년~2006년) (2009년~2010년) 애틀랜틱 디비전 (2010년~2013년) |
| 설립연도                      | 1999년 |
| 해체연도                      | 2013년 |
| 역사                          | 트렌턴 타이탄스 (1999년~2007년) 트렌턴 데블스 (2007년~2011년) 트렌턴 타이탄스 (2011년~2013년)                                                               |
| 경기장                        | 선 내셔널 뱅크 센터 |
| 연고지                        | 뉴저지주 트렌턴 |
| 상징색                        | 빨강, 검정, 하양 |
| 구단주                        | |
| 단장                          | |
| 감독                          | |
| NHL 제휴                      | |
| AHL 제휴                      | |
| 정규시즌 우승                 | 1 (2001) |
| 콘퍼런스 우승                 | 2 (2001, 2005) |
| 디비전 우승                   | 2 (2001, 2002) |
| 켈리 컵                       | 1 (2005) |
| 영구 결번                     | |

트렌턴 타이탄스/트렌턴 데블스(Trenton Titans/Trenton Devils)는 미국 뉴저지주 트렌턴을 연고지로 하는 1999년부터 2013년까지 ECHL 소속되었던 아이스 하키팀이다.

## 역대 홈경기장
| 경기장                        | 사용기간      | 수용인원 | 장소            | 비고 |
| ----------------------------- | ------------- | -------- | --------------- | ---- |
| 트렌턴 타이탄스/트렌턴 데블스 |               |          |                 |      |
| 선 내셔널 뱅크 센터           | 1999년~2013년 | 7,605명  | 뉴저지주 트렌턴 | 빈칸 |